# Lou Boudreau
Louis Boudreau (ur. 17 lipca 1917, zm. 10 sierpnia 2001) – amerykański baseballista, który występował na pozycji łącznika przez 15 sezonów w Major League Baseball.

## Przebieg kariery
W 1938 roku podpisał kontrakt jako wolny agent z Cleveland Indians i początkowo występował w klubach farmerskich tego zespołu. W MLB zadebiutował 9 września 1938 w meczu przeciwko Detroit Tigers. W 1940 w swoim pierwszym pełnym sezonie, po raz pierwszy w karierze wystąpił w Meczu Gwiazd, a w głosowaniu do nagrody MVP American League, zajął 5. miejsce. W listopadzie 1941 został grającym menadżerem Indians (był wówczas najmłodszym menadżerem w historii MLB) po tym, jak Rogera Peckinpaugh mianowano wiceprezydentem klubu. W 1944 zwyciężył w klasyfikacji pod względem średniej uderzeń (0,327).
W latach 1941, 1947 i 1948 był najlepszy w American League pod względem zaliczonych double'ów. W sezonie 1948 został wybrany najbardziej wartościowym zawodnikiem, a także wystąpił we wszystkich spotkaniach World Series, w których Indians pokonali Boston Braves w sześciu meczach. W listopadzie 1950 podpisał kontrakt jako wolny agent z Boston Red Sox, zaś w 1952 został grającym menadżerem tego zespołu. Po raz ostatni wystąpił 24 sierpnia 1952 w meczu przeciwko St. Louis Browns. W późniejszym okresie był menadżerem Kansas City Athletics i Chicago Cubs. W 1970 został wybrany do Galerii Sław Baseballu.

## Nagrody i wyróżnienia
| Nagroda/wyróżnienie           | Lata                                           | Źródło       |
| MVP American League           | 1948                                           | [ 7 ]        |
| 8× All-Star                   | 1940, 1941, 1942, 1943, 1944, 1945, 1947, 1948 | [ 3 ] [ 12 ] |
| Zwycięzca w World Series      | 1948                                           | [ 8 ]        |
| Baseball Hall of Fame         | od 1970                                        | [ 11 ]       |
| # 5 zastrzeżony przez Indians | 1970                                           | [ 10 ]       |

## Statystyki
Sezon zasadniczy
| Sezon              | Klub               | G    | PA   | AB   | R   | H    | 2B  | 3B | HR | RBI | SB | CS | BB  | SO  | BA    | OBP   | SLG   | OPS   |
| ------------------ | ------------------ | ---- | ---- | ---- | --- | ---- | --- | -- | -- | --- | -- | -- | --- | --- | ----- | ----- | ----- | ----- |
| 1938               | CLE                | 1    | 2    | 1    | 0   | 0    | 0   | 0  | 0  | 0   | 0  | 0  | 1   | 0   | 0,000 | 0,500 | 0,000 | 0,500 |
| 1939               | CLE                | 53   | 256  | 225  | 42  | 58   | 15  | 4  | 0  | 19  | 2  | 1  | 28  | 24  | 0,258 | 0,340 | 0,360 | 0,700 |
| 1940               | CLE                | 155  | 706  | 627  | 97  | 185  | 46  | 10 | 9  | 101 | 6  | 3  | 73  | 39  | 0,295 | 0,370 | 0,443 | 0,814 |
| 1941               | CLE                | 148  | 681  | 579  | 95  | 149  | 45  | 8  | 10 | 56  | 9  | 4  | 85  | 57  | 0,257 | 0,355 | 0,415 | 0,770 |
| 1942               | CLE                | 147  | 604  | 506  | 57  | 143  | 18  | 10 | 2  | 58  | 7  | 16 | 75  | 39  | 0,283 | 0,379 | 0,370 | 0,749 |
| 1943               | CLE                | 152  | 649  | 539  | 69  | 154  | 32  | 7  | 3  | 67  | 4  | 7  | 90  | 31  | 0,286 | 0,388 | 0,388 | 0,776 |
| 1944               | CLE                | 150  | 681  | 584  | 91  | 191  | 45  | 5  | 3  | 67  | 11 | 3  | 73  | 39  | 0,327 | 0,406 | 0,437 | 0,843 |
| 1945               | CLE                | 97   | 402  | 345  | 50  | 106  | 24  | 1  | 3  | 48  | 0  | 4  | 35  | 20  | 0,307 | 0,374 | 0,409 | 0,783 |
| 1946               | CLE                | 140  | 571  | 515  | 51  | 151  | 30  | 6  | 6  | 62  | 6  | 7  | 40  | 14  | 0,293 | 0,345 | 0,410 | 0,755 |
| 1947               | CLE                | 150  | 624  | 538  | 79  | 165  | 45  | 3  | 4  | 67  | 1  | 0  | 67  | 10  | 0,307 | 0,388 | 0,424 | 0,811 |
| 1948               | CLE                | 152  | 676  | 560  | 116 | 199  | 34  | 6  | 18 | 106 | 3  | 2  | 98  | 9   | 0,355 | 0,453 | 0,534 | 0,987 |
| 1949               | CLE                | 134  | 561  | 475  | 53  | 135  | 20  | 3  | 4  | 60  | 0  | 1  | 70  | 10  | 0,284 | 0,381 | 0,364 | 0,745 |
| 1950               | CLE                | 81   | 295  | 260  | 23  | 70   | 13  | 2  | 1  | 29  | 1  | 2  | 31  | 5   | 0,269 | 0,349 | 0,346 | 0,695 |
| 1951               | BOS                | 82   | 313  | 273  | 37  | 73   | 18  | 1  | 5  | 47  | 1  | 0  | 30  | 12  | 0,267 | 0,353 | 0,393 | 0,748 |
| 1952               | BOS                | 4    | 3    | 2    | 1   | 0    | 0   | 0  | 0  | 2   | 0  | 0  | 0   | 0   | 0,000 | 0,000 | 0,000 | 0,000 |
| Łącznie w karierze | Łącznie w karierze | 1646 | 7024 | 6029 | 861 | 1779 | 385 | 66 | 68 | 789 | 51 | 50 | 796 | 309 | 0,295 | 0,380 | 0,415 | 0,795 |

Postseason
| Sezon              | Klub               | S                  | P                  | Wynik              | G | PA | AB | R | H | 2B | 3B | HR | RBI | SB | CS | BB | SO | BA    | OBP   | SLG   | OPS   |
| ------------------ | ------------------ | ------------------ | ------------------ | ------------------ | - | -- | -- | - | - | -- | -- | -- | --- | -- | -- | -- | -- | ----- | ----- | ----- | ----- |
| 1948               | CLE                | WS                 | BSN                | Wygr.              | 6 | 24 | 22 | 1 | 6 | 4  | 0  | 0  | 3   | 0  | 0  | 1  | 1  | 0,273 | 0,333 | 0,455 | 0,788 |
| Łącznie w karierze | Łącznie w karierze | Łącznie w karierze | Łącznie w karierze | Łącznie w karierze | 6 | 24 | 22 | 1 | 6 | 4  | 0  | 0  | 3   | 0  | 0  | 1  | 1  | 0,273 | 0,333 | 0,455 | 0,788 |